# موساوة (المغاصيين)
موساوة هو دُوَّار يقع بجماعة مغاصيين، عمالة مكناس، جهة فاس مكناس في المملكة المغربية. ينتمي الدوّار لمشيخة المغاصيين التي تضم 3 دواوير. يقدر عدد سكانه بـ 2532 نسمة حسب الإحصاء الرسمي للسكان والسكنى لسنة 2004.

## روابط خارجية
- البوابة الوطنية للجماعات الترابية
- المندوبية السامية للتخطيط